# José María Setién Alberro

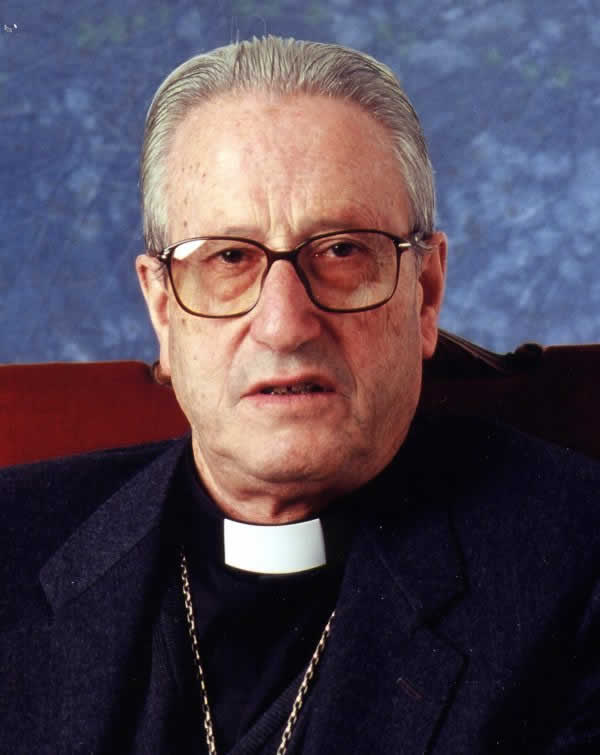
José María Setién Alberro

José María Setién Alberro (* 19. März 1928 in Hernani, Gipuzkoa; † 10. Juli 2018 in Donostia-San Sebastián) war ein spanischer katholischer Theologe und Bischof von San Sebastián.

## Leben
José María Setién Alberro empfing am 29. Juni 1951 die Priesterweihe für das Bistum San Sebastián. 1955 wurde er zum Professor für Moraltheologie am Seminar von Vitoria ernannt und ab 1960 war er Professor an der Päpstlichen Universität Salamanca, sowohl in der Fakultät für Kirchenrecht als auch in der Theologie, deren Dekan er war.
Papst Paul VI. ernannte ihn am 18. September 1972 zum Titularbischof von Zama Minor und zum Weihbischof in San Sebastián. Der Bischof von San Sebastián Jacinto Argaya Goicoechea spendete ihm am 28. Oktober desselben Jahres die Bischofsweihe; Mitkonsekratoren waren Francisco Peralta y Ballabriga, Bischof von Vitoria, und Antonio Añoveros Ataún, Bischof von Bilbao. Am 16. Februar 1979 wurde er zum Bischof von San Sebastián ernannt. Am 13. Januar 2000 nahm Papst Johannes Paul II. sein vorzeitiges Rücktrittsgesuch aus gesundheitlichen Gründen an.
Setién Alberro verfasste 14 Bücher und zahlreiche weitere Schriften. Mit dem 2007 erschienenen Buch Un obispo vasco ante ETA (deutsch: „Ein baskischer Bischof vor der ETA“) setzte er sich mit der ETA auseinander. Er wurde daraufhin als „ETA-Priester“ angefeindet, hatte jedoch nur seine pastorale Arbeit vor dem Hintergrund der ETA und deren Entstehung, ihrer Entwicklung zu einer bewaffneten Terrorgruppe und ihrer Beziehung zur PNV dargestellt. Er analysierte den Kampf gegen die ETA, die Rolle des Staates, die Repression, die Opfer und die Situation der ETA-Häftlinge.
2018 wurde er von der der Stiftung Sabino Arana für sein Lebenswerk ausgezeichnet. 2003 erhielt er die Medalla de Oro de la Diputación de Gipuzkoa.